# Mortes em julho de 2009
Mortes em 2009: ← Janeiro – Fevereiro – Março – Abril – Maio – Junho – Julho – Agosto – Setembro – Outubro – Novembro – Dezembro →
A lista a seguir relaciona pessoas notáveis que morreram em julho de 2009:

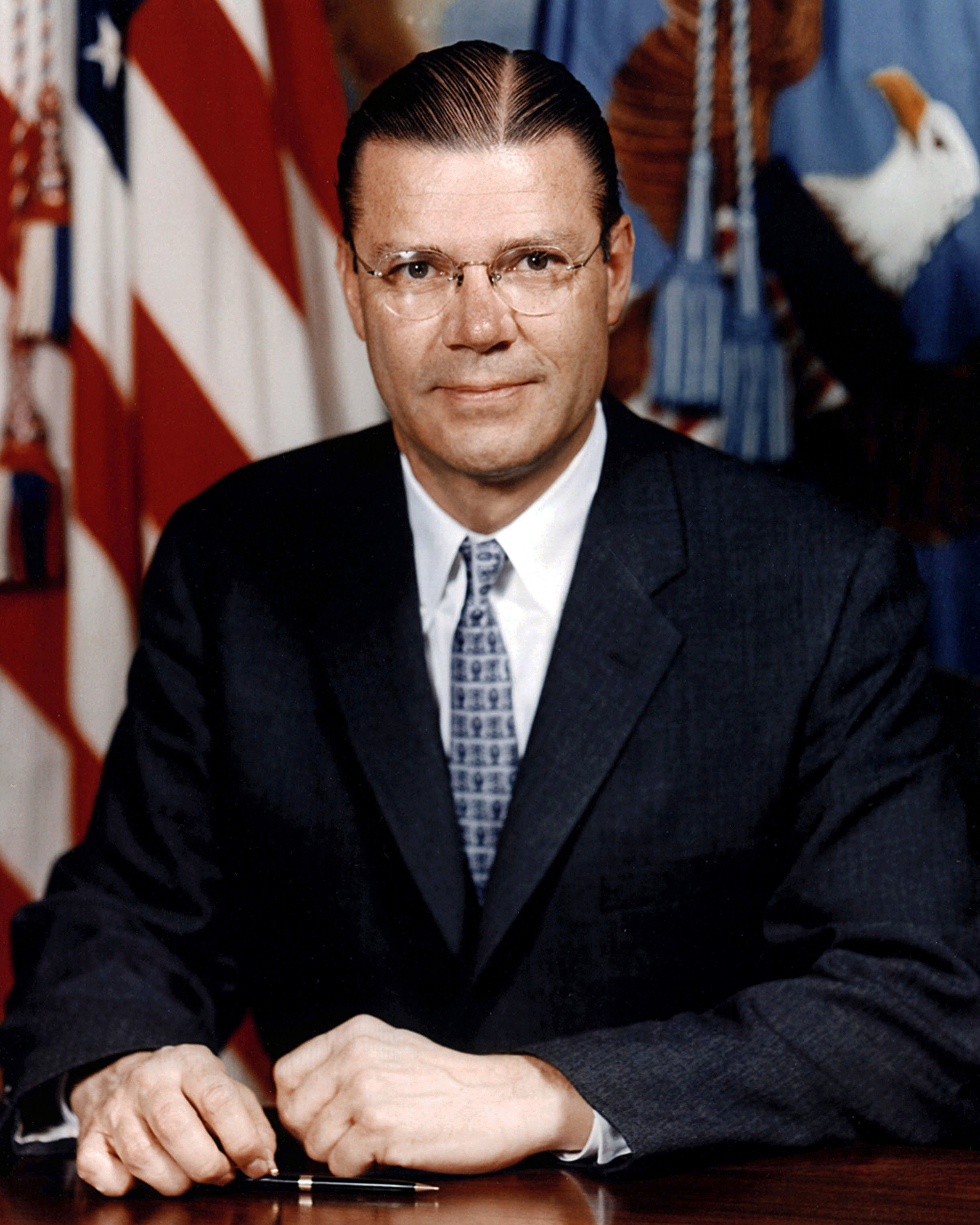
Robert McNamara, político norte-americano.

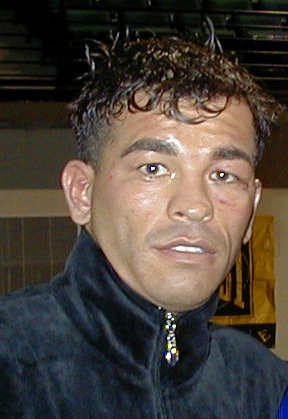
Arturo Gatti, pugilista ítalo-canadense.

| Dia | Nome                       | Profissão ou motivo de reconhecimento | Nacionalidade      | Ano de nasc. | Ref    |
| --- | -------------------------- | ------------------------------------- | ------------------ | ------------ | ------ |
| 1   | José Aristodemo Pinotti    | Médico e político                     | Brasil             | 1934         | [ 1 ]  |
| 1   | Karl Malden                | Ator                                  | Estados Unidos     | 1912         | [ 2 ]  |
| 2   | Martin Hengel              | Teólogo                               | Alemanha           | 1926         | [ 3 ]  |
| 4   | Jean-Baptiste Tati Loutard | Político                              | República do Congo | 1938         | [ 4 ]  |
| 4   | Laurence Villiers          | Nobre                                 | Reino Unido        | 1933         | [ 5 ]  |
| 4   | Robert Louis-Dreyfus       | Empresário                            | França             | 1946         | [ 6 ]  |
| 5   | John Bachar                | Alpinista                             | Estados Unidos     | 1957         | [ 7 ]  |
| 5   | Mihai Baicu                | Futebolista                           | Roménia            | 1975         | [ 8 ]  |
| 5   | Robert McNamara            | Político                              | Estados Unidos     | 1916         | [ 9 ]  |
| 7   | Mathieu Montcourt          | Tenista                               | França             | 1985         | [ 10 ] |
| 9   | Andréia Albertini          | Travesti                              | Brasil             | 1987         | [ 11 ] |
| 11  | Arturo Gatti               | Pugilista                             | Itália             | 1972         | [ 12 ] |
| 11  | Manuel Carrascalão         | Político                              | Timor-Leste        | 1933         | [ 13 ] |
| 16  | Paulo Lopes de Faria       | Bispo                                 | Brasil             | 1930         | [ 14 ] |
| 17  | Fernando Diniz             | Político                              | Brasil             | 1954         | [ 15 ] |
| 17  | Walter Cronkite            | Jornalista                            | Estados Unidos     | 1916         | [ 16 ] |
| 18  | Henry Allingham            | Supercentenário                       | Inglaterra         | 1896         | [ 17 ] |
| 18  | Ricardo Londoño            | Automobilista                         | Colômbia           | 1949         | [ 18 ] |
| 19  | Frank McCourt              | Escritor                              | Estados Unidos     | 1930         | [ 19 ] |
| 19  | Gilberto Mestrinho         | Político                              | Brasil             | 1927         | [ 20 ] |
| 19  | Henry Surtees              | Automobilista                         | Inglaterra         | 1991         | [ 21 ] |
| 19  | Karen Harup                | Nadadora                              | Dinamarca          | 1924         | [ 22 ] |
| 21  | Andrew Fredie Thomas       | Cantor                                | Estados Unidos     | 1948         | [ 23 ] |
| 22  | Marco Antonio Nazareth     | Pugilista                             | México             | 1986         | [ 24 ] |
| 23  | Duse Nacaratti             | Atriz                                 | Brasil             | 1933         | [ 25 ] |
| 24  | Zé Carlos                  | Futebolista                           | Brasil             | 1962         | [ 26 ] |
| 25  | Harry Patch                | Veterano da I Guerra Mundial          | Inglaterra         | 1898         | [ 27 ] |
| 25  | Vernon Forrest             | Pugilista                             | Estados Unidos     | 1971         | [ 28 ] |
| 25  | Zequinha                   | Futebolista                           | Brasil             | 1934         | [ 29 ] |
| 26  | Maria Sílvia               | Atriz                                 | Brasil             | 1944         | [ 30 ] |
| 26  | Merce Cunningham           | Coreógrafo                            | Estados Unidos     | 1919         | [ 31 ] |
| 26  | Sérgio Viotti              | Ator                                  | Brasil             | 1927         | [ 32 ] |
| 27  | Domingos Lam Ka-tseung     | Bispo                                 | Macau              | 1928         | [ 33 ] |
| 27  | Edite Soeiro               | Jornalista                            | Portugal           | 1934         | [ 34 ] |
| 31  | Bobby Robson               | Futebolista e treinador               | Inglaterra         | 1933         | [ 35 ] |